# Stone Age Complication
Stone Age Complication è un EP del gruppo musicale statunitense Queens of the Stone Age, pubblicato nel 2004.

## Tracce
1. Who'll Be the Next in Line (The Kinks cover) – 2:31 (Ray Davies)
2. Wake Up Screaming (Subhumans cover) – 5:03 (Subhumans)
3. No One Knows (UNKLE Remix) – 4:37 (Josh Homme, Mark Lanegan)
4. Most Exalted Potentate of Love (The Cramps cover) – 2:46 (The Cramps)
5. Born to Hula (2000 version) – 5:55 (Homme)
6. The Bronze – 3:41 (Homme)